# УЕФА Лига конференције 2023/24.
УЕФА Лига конференције 2023/24. била је трећа сезона овог трећег по јачини европског клупског фудбалског такмичења које организује УЕФА.
Финале је одиграно на стадиону Аја Софија у Атини, главном граду Грчке. Титулу је освојио Олимпијакос, који је у финалу победио Фјорентину с резултатом 1 : 0 након продужетака и као првак такмичења се аутоматски квалификовао у групну фазу Лиге Европе наредне сезоне.
Бранилац титуле Вест Хем, који је освајањем такмичења годину дана раније обезбедила учешће у Лиги Европе, није могао да брани титулу пошто је прошао у елиминациону фазу Лиге Европе.

## Учешће екипа
У Лиги конференције 2023/24. учествује 178 екипа из 54 од 55 националних савеза који припадају УЕФА (изузетак је фудбалски савез из Русије). Поредак националних савеза, који се саставља на основу Уефиних коефицијената, користи се за одређивање броја учесника за сваки појединачни савез у такмичењу:
- савези рангирани од 1. до 5. места имају по један клуб;
- савези рангирани од 6. до 16. места (изузев Русије)[Напомена РУС] и од 51. до 55. места имају по два клуба;
- савези рангирани од 17. до 50. места (изузев Лихтенштајна)[Напомена ЛИХ] имају по три клуба;
- Лихтенштајн има по један клуб (Лихтенштајн организује једино национални куп, не и лигу).[Напомена ЛИХ]
- Такође, 18 елиминисаних клубова из Лиге шампиона 2023/24. и 25 елимисаних клубова из Лиге Европе 2023/24. пребацују се у овогодишњу Лигу конференције.

### Рангирање савеза
Савезима су додељена места на Уефиној ранг-листи на основу својих коефицијената за 2022. годину, који узимају у обзир учинак клубова у европским такмичењима од 2017/18. до 2021/22.
Осим расподеле засноване на коефицијентима, савези могу имати додатне учеснике у Лиги конференције, као што је доле наведено:
- (ЛШ) — додатан број клубова који је пребачен из Лиге шампиона;
- (ЛЕ) — додатан број клубова који је пребачен из Лиге Европе.

| Поз. | Савез       | Коеф.   | Бр. ФК | Дод.           |
| ---- | ----------- | ------- | ------ | -------------- |
| 1    | Енглеска    | 106,641 | 1      |                |
| 2    | Шпанија     | 96,141  | 1      | +1 (ЛЕ)        |
| 3    | Италија     | 76,902  | 1      |                |
| 4    | Немачка     | 75,213  | 1      |                |
| 5    | Француска   | 60,081  | 1      |                |
| 6    | Португалија | 53,382  | 2      |                |
| 7    | Холандија   | 49,300  | 2      |                |
| 8    | Аустрија    | 38,850  | 2      |                |
| 9    | Шкотска     | 36,900  | 2      |                |
| 10   | Русија      | 34,482  | 0      | [Напомена РУС] |
| 11   | Србија      | 33,375  | 2      |                |
| 12   | Украјина    | 31,800  | 2      |                |
| 13   | Белгија     | 30,600  | 2      |                |
| 14   | Швајцарска  | 29,675  | 2      |                |
| 15   | Грчка       | 28,200  | 2      |                |
| 16   | Чешка       | 27,800  | 2      |                |
| 17   | Норвешка    | 27,250  | 3      |                |
| 18   | Данска      | 27,175  | 3      |                |
| 19   | Хрватска    | 27,170  | 3      |                |

| Поз. | Савез               | Коеф.  | Бр. ФК | Дод. |
| ---- | ------------------- | ------ | ------ | ---- |
| 20   | Турска              | 27,100 | 3      |      |
| 21   | Кипар               | 26,375 | 3      |      |
| 22   | Израела             | 24,375 | 3      |      |
| 23   | Шведска             | 22,875 | 3      |      |
| 24   | Бугарска            | 19,500 | 3      |      |
| 25   | Румунија            | 17,150 | 3      |      |
| 26   | Азербејџан          | 17,000 | 3      |      |
| 27   | Мађарска            | 16,375 | 3      |      |
| 28   | Пољска              | 15,875 | 3      |      |
| 29   | Казахстан           | 15,750 | 3      |      |
| 30   | Словачка            | 15,625 | 3      |      |
| 31   | Словенија           | 15,000 | 3      |      |
| 32   | Белорусија          | 12,500 | 3      |      |
| 33   | Молдавија           | 11,250 | 3      |      |
| 34   | Литванија           | 10,000 | 3      |      |
| 35   | Босна и Херцеговина | 9,125  | 3      |      |
| 36   | Финска              | 8,875  | 3      |      |
| 37   | Луксембурга         | 8,750  | 3      |      |
| 38   | Летонија            | 8,625  | 3      |      |

| Поз. | Савез              | Коеф. | Бр. ФК | Дод.           |
| ---- | ------------------ | ----- | ------ | -------------- |
| 39   | Република Косово   | 8,166 | 3      |                |
| 40   | Ирска              | 8,125 | 3      |                |
| 41   | Јерменија          | 8,125 | 3      |                |
| 42   | Северна Ирска      | 8,083 | 3      |                |
| 43   | Албанија           | 8,000 | 3      |                |
| 44   | Фарска Острва      | 7.250 | 3      |                |
| 45   | Естонија           | 7,041 | 3      |                |
| 46   | Малта              | 7,000 | 3      |                |
| 47   | Грузија            | 7,000 | 3      |                |
| 48   | Северна Македонија | 7,000 | 3      |                |
| 49   | Лихтенштајн        | 6,500 | 1      | [Напомена ЛИХ] |
| 50   | Велса              | 5,500 | 3      |                |
| 51   | Гибралтар          | 5,416 | 2      |                |
| 52   | Исланд             | 5,375 | 2      |                |
| 53   | Црна Гора          | 4,875 | 2      |                |
| 54   | Андора             | 4,665 | 2      |                |
| 55   | Сан Марино         | 1,332 | 2      |                |

### Распоред екипа
У следећој табели дат је распоред клубова по фазама такмичења у текућој сезони. Према прописима, актуелни победник Лиге конференције пласира се у групну фазу Лиге Европе.
Због суспензије Фудбалског савеза Русије, чиме је забрањено наступање клубова из те земље у свим европским такмичењима, за сезону 2023/24. извршене су промене у систему распореда екипа:
- Шампион националног купа савеза који је рангиран на 16. (Чешка) пребачен је из другог кола квалификација за Лигу конференције у треће коло квалификација за Лигу Европе.
- Шампиони националних купова савеза који су рангирани на 17. (Норвешка), 18. (Данска) и 19. месту (Хрватска) пребачени су из другог кола квалификација у треће коло квалификација за Лигу конференције.
- Шампиони националних купова савеза који су рангирани од 30. до 39. места (Словачка, Словенија, Белорусија, Молдавија, Литванија, Босна и Херцеговина, Финска, Луксембург, Летонија и Косово) пребачени су из првог кола квалификација у друго коло квалификација за Лигу конференције.

|                                       |                                       | Екипе које почињу такмичење од наведене фазе | Екипе које су се квалификовале из претходне фазе                                             | Екипе које су испале из Лиге шампиона или Лиге Европе                                                                                           |
| ------------------------------------- | ------------------------------------- | --- | -------------------------------------------------------------------------------------------- | --- |
| Прво коло квалификација (62 екипа)    | Прво коло квалификација (62 екипа)    | - 16 освајача националних купова савеза који су рангирани од 40. до 55. места - 25 другопласираних екипа из националних првенстава савеза који су рангирани од 30. до 55. места (изузев Лихтенштајна)[Напомена ЛИХ] - 21 трећепласирана екипа из националних првенстава савеза који су рангирани од 29. до 50. места (изузев Лихтенштајна)[Напомена ЛИХ] |                                                                                              | |
| Друго коло квалификација (106 екипа)  | Стаза првака (16 екипа)               | |                                                                                              | - 3 елиминисане екипе из прелиминарног кола квалификација за Лигу шампиона - 13 елиминисаних екипа из првог кола квалификација за Лигу шампиона |
| Друго коло квалификација (106 екипа)  | Главна стаза (90 екипа)               | - 20 освајач националних купова савеза који су рангирани од 20. до 39. места - 14 другопласираних екипа из националних првенстава савеза који су рангирани од 16. до 29. места - 16 трећепласираних екипа из националних првенстава савеза који су рангирани од 13. до 28. места - 8 четвртопласираних екипа из националних првенстава савеза који су рангирани од 7. до 15. места (изузев Русије) - 1 петопласирана екипа из националног првенства савеза који је рангиран на 6. месту | - 31 победника из првог кола квалификација                                                   | |
| Треће коло квалификација (64 екипа)   | Стаза првака (10 екипа)               | | - 8 победника из другог кола квалификација (стаза првака)                                    | - 2 елиминисане екипе из првог кола квалификација за Лигу шампиона                                                                              |
| Треће коло квалификација (64 екипа)   | Главна стаза (54 екипе)               | - 3 освајача националних купова савеза који су рангирани од 17. до 19. места - 5 трећепласираних екипа из националних првенстава савеза који су рангирани од 7. до 12. места (изузев Русије) - 1 четвртопласирана екипа из националног првенства савеза који је рангиран на 6. месту | - 45 победника из другог кола квалификација (главна стаза)                                   | |
| Коло плеј-офа (44 екипа)              | Стаза првака (10 екипа)               | | - 5 победника из трећег кола квалификација (стаза првака)                                    | - 5 елиминисаних екипа из трећег кола квалификација за Лигу Европе (стаза првака)                                                               |
| Коло плеј-офа (44 екипа)              | Главна стаза (34 екипа)               | - 1 петопласирана екипа из националног првенства савеза који је рангиран на 5. месту - 3 шестопласиране екипе из националних првенстава савеза који су рангирани од 2. до 4. места (за Енглеску: освајач Лига купа) | - 27 победника из трећег кола квалификација (главна стаза)                                   | - 2 елиминисане екипе из трећег кола квалификација за Лигу Европе (главна стаза)                                                                |
| Групна фаза (32 екипе)                | Групна фаза (32 екипе)                | | - 5 победника из кола плеј-офа (стаза првака) - 17 победника из кола плеј-офа (главна стаза) | - 10 елиминисаних екипа из кола плеј-офа за пласман у Лигу Европе                                                                               |
| Бараж за елиминациону фазу (16 екипа) | Бараж за елиминациону фазу (16 екипа) | | - 8 другопласираних екипа из групне фазе                                                     | - 8 трећепласираних екипа из групне фазе Лиге Европе                                                                                            |
| Елиминациона фаза (16 екипа)          | Елиминациона фаза (16 екипа)          | | - 8 првопласираних екипа из групне фазе - 8 победника из плеј-офа пред елиминациону фазу     | |

### Екипе
Ознаке у заградама означавају на који начин се свака екипа квалификовала у одређену фазу такмичења:  
- ОК: победник националног купа;
- 2, 3, 4, 5, 6. итд.: место у националном првенству у претходној сезони;
- Отк-: место у отказаном националном првенству које је одредио национални фудбалски савез;
- ОЛ: победник лига купа;
- ОП: победник националног доигравања (плеј-офа) за Лигу конференције;
- ЛШ: eкипе елиминисане из Лиге шампиона;
  - КВ1: поражене екипе из првог кола квалификација;
  - ПР: поражене екипе из прелиминарног кола (Ф: финале; ПФ: полуфинале)
- ЛЕ: екипе елиминисане из Лиге Европе;
  - ГР: трећепласиране екипе из групне фазе;
  - ПО: поражене екипе из кола плеј-офа.
  - СП/ГС КВ3: поражене екипе из трећег кола квалификација (Стаза првака/Главна стаза)

Друго и треће коло квалификација као и коло плеј-офа подељена су на две „стазе”: стаза првака (СП) и главна стаза (ГС).
| Фаза такмичења             | Фаза такмичења             | Екипе                           | Екипе                                 | Екипе                        | Екипе                             |
| -------------------------- | -------------------------- | ------------------------------- | ------------------------------------- | ---------------------------- | --------------------------------- |
| Бараж за елиминациону фазу | Бараж за елиминациону фазу | Олимпијакос (ЛЕ ГР)             | Ајакс (ЛЕ ГР)                         | Реал Бетис (ЛЕ ГР)           | Штурм (ЛЕ ГР)                     |
| Бараж за елиминациону фазу | Бараж за елиминациону фазу | Сен Жил (ЛЕ ГР)                 | Макаби Хаифа (ЛЕ ГР)                  | Сервет (ЛЕ ГР)               | Молде (ЛЕ ГР)                     |
|                            |                            |                                 |                                       |                              |                                   |
| Групна фаза                | Групна фаза                | Абердин (ЛЕ ПО)                 | Чукарички (ЛЕ ПО)                     | Зорја (ЛЕ ПО)                | Лугано (ЛЕ ПО)                    |
| Групна фаза                | Групна фаза                | Динамо Загреб (ЛЕ ПО)           | Лудогорец (ЛЕ ПО)                     | Слован Братислава (ЛЕ ПО)    | Олимпија Љубљана (ЛЕ ПО)          |
| Групна фаза                | Групна фаза                | Зрињски (ЛЕ ПО)                 | КИ Клаксвик (ЛЕ ПО)                   |                              |                                   |
|                            |                            |                                 |                                       |                              |                                   |
| Коло плеј-офа              | СП                         | Астана (ЛЕ СП КВ3)              | БАТЕ Борисов (ЛЕ СП КВ3)              | Жалгирис (ЛЕ СП КВ3)         | Хелсинки (ЛЕ СП КВ3)              |
| Коло плеј-офа              | СП                         | Брејдаблик (ЛЕ СП КВ3)          |                                       |                              |                                   |
| Коло плеј-офа              | ГС                         | Астон Вила (7)                  | Осасуна (7)                           | Фиорентина (8)[Напомена ИТА] | Ајнтрахт Франкфурт (7)            |
| Коло плеј-офа              | ГС                         | Лил (5)                         | Дњепар-1 (ЛЕ ГС КВ3)                  | Генк (ЛЕ ГС КВ3)             |                                   |
|                            |                            |                                 |                                       |                              |                                   |
| Треће коло квалификација   | СП                         | Флора (ЛШ КВ1)[Напомена ЛШ КВ1] | Линколн (ЛШ КВ1)[Напомена ЛШ КВ1]     |                              |                                   |
| Треће коло квалификација   | ГС                         | Арока (5)                       | АЗ Алкмар (4)                         | Рапид Беч (4)                | Хартс (4)                         |
| Треће коло квалификација   | ГС                         | Партизан (4)                    | Динамо Кијев (4)[Напомена УКР]        | Бран (ОК)                    | Норшелан (2)                      |
| Треће коло квалификација   | ГС                         | Хајдук Сплит (ОК)               |                                       |                              |                                   |
|                            |                            |                                 |                                       |                              |                                   |
| Друго коло квалификација   | СП                         | Фарул (ЛШ КВ1)                  | Ференцварош (ЛШ КВ1)                  | Свифт Есперанж (ЛШ КВ1)      | Валмијера (ЛШ КВ1)                |
| Друго коло квалификација   | СП                         | Баљкани (ЛШ КВ1)                | Шамрок (ЛШ КВ1)                       | Урарту (ЛШ КВ1)              | Ларн (ЛШ КВ1)                     |
| Друго коло квалификација   | СП                         | Партизани (ЛШ КВ1)              | Хамрун (ЛШ КВ1)                       | Динамо Тбилиси (ЛШ КВ1)      | Струга (ЛШ КВ1)                   |
| Друго коло квалификација   | СП                         | Њу сејнтс (ЛШ КВ1)              | Будућност Подгорица (ЛШ ПР Ф)         | Атлетик Ескалдез (ЛШ ПР ПФ)  | Тре Пене (ЛШ ПР ПФ)               |
| Друго коло квалификација   | ГС                         | Виторија Гимараис (6)           | Твенте (ОП)                           | Аустрија Беч (ОК)            | Хибернијан (5)                    |
| Друго коло квалификација   | ГС                         | Војводина (5)                   | Ворскла Полтава (Отк-5)[Напомена УКР] | Клуб Бриж (4)                | Гент (5)                          |
| Друго коло квалификација   | ГС                         | Луцерн (4)                      | Базел (5)                             | ПАОК (4)                     | Арис Солун (5)                    |
| Друго коло квалификација   | ГС                         | Викторија Плзењ 3)              | Бохемианс 1905 (4)                    | Боде/Глимт (2)               | Розенборг (3)                     |
| Друго коло квалификација   | ГС                         | Орхус (3)                       | Мидтјиланд (ОП)                       | Осијек (3)                   | Ријека (4)                        |
| Друго коло квалификација   | ГС                         | Фенербахче (ОК)                 | Бешикташ (3)                          | Адана Демирспор (4)          | Омонија ОК)                       |
| Друго коло квалификација   | ГС                         | АПОЕЛ (2)                       | АЕК Ларнака (3)                       | Беитар Јерусалим (ОК)        | Хапоел Бершева (2)                |
| Друго коло квалификација   | ГС                         | Макаби Тел Авив (3)             | Јургорден (2)                         | Хамарби (3)                  | Калмар (4)                        |
| Друго коло квалификација   | ГС                         | ЦСКА Софија (2)                 | ЦСКА 1948 (3)                         | Левски (ОП)                  | Сепси (ОК)                        |
| Друго коло квалификација   | ГС                         | ФЦСБ (2)                        | ЧФР Клуж (ПО)                         | Габала (ОК)                  | Сабах (2)                         |
| Друго коло квалификација   | ГС                         | Нефчи (3)                       | Залаегерсег (ОК)                      | Кечкемет (2)                 | Дебрецин (3)                      |
| Друго коло квалификација   | ГС                         | Легија (ОК)                     | Лех Познањ (3)                        | Погоњ Шчећин (4)             | Ордабаси (2)                      |
| Друго коло квалификација   | ГС                         | Актобе (2)                      | Спартак Трнава (ОК)                   | Цеље (2)                     | Торпедо Жодино (ОК)[Напомена ЛИХ] |
| Друго коло квалификација   | ГС                         | Петрокуб (2)                    | Кауно Жалгирис (2)                    | Борац Бања Лука (2)          | КуПС (ОК)                         |
| Друго коло квалификација   | ГС                         | Диферданж (ОК)                  | Ауда (ОК)                             | Дрита (2)                    |                                   |
|                            |                            |                                 |                                       |                              |                                   |
| Прво коло квалификација    | Прво коло квалификација    | Тобол (3)                       | ДАК Дунајска Стреда (2)               | Жилина (ОП)                  | Марибор (3)                       |
| Прво коло квалификација    | Прво коло квалификација    | Домжале (4)                     | Динамо Минск (4)                      | Неман (9)                    | Зимбру (3)                        |
| Прво коло квалификација    | Прво коло квалификација    | Милсами (4)                     | Паневежис (3)                         | Хегелман (4)                 | Жељезничар (3)                    |
| Прво коло квалификација    | Прво коло квалификација    | Сарајево (4)                    | Хонка (3)                             | Хака (4)                     | Прогрес (2)                       |
| Прво коло квалификација    | Прво коло квалификација    | Ф91 Диделанж (3)                | Рига (3)                              | РФС (4)                      | Фњилани (3)                       |
| Прво коло квалификација    | Прво коло квалификација    | Дукађини (4)                    | Дери сити (ОК)                        | Дандок (3)                   | Сент Патрик Атлетик (4)           |
| Прво коло квалификација    | Прво коло квалификација    | Клифтонвил (2)                  | Ларн (ОП)                             | Сабуртало Тбилиси (ОК)       | Динамо Тбилиси (2)                |
| Прво коло квалификација    | Прво коло квалификација    | Дила Гори (3)                   | Купс (ОК)                             | СЈК (3)                      | Интер Турку (4t)                  |
| Прво коло квалификација    | Прво коло квалификација    | Петрокуб Хинчешти (2)           | Милсами Орхеј (3)                     | Сфинтул Георге (4)           | Флоријана (ОК)                    |
| Прво коло квалификација    | Прво коло квалификација    | Хамрун (3)                      | Гзира јунајтед (4)                    | Б36 Торсхавн (ОК)            | ХБ Торсхавн (2)                   |
| Прво коло квалификација    | Прво коло квалификација    | Викингур Гета (3)               | Љапи (ОК)                             | Дрита (2)                    | Гњилане (3)                       |
| Прво коло квалификација    | Прво коло квалификација    | Европа (2)                      | Сент Џозефс (3)                       | Брунос Мегпајс (4)           | Будућност Подгорица (ОК)          |
| Прво коло квалификација    | Прво коло квалификација    | Дечић (3)                       | Искра Даниловград (4)                 | Бала таун (2)                | Њутаун (3)                        |
| Прво коло квалификација    | Прво коло квалификација    | Брејдаблик (2)                  | КР (3)                                | Паиде (ОК)                   | Флора (2)                         |
| Прво коло квалификација    | Прво коло квалификација    | Атлетик Ескалдез (ОК)           | Санта Колома (2)                      | Тре фјори (ОК)               | Тре пене (2)                      |

Напомене
1. ^ Лига шампиона (ЛШ КВ1): Жребом је одлучено да две поражене екипе у првом колу квалификација за Лигу шампиона аутоматски пролазе даље у треће коло квалификација за Лигу конфереција (стаза првака) будући да су две екипе мање пребачене у друго коло квалификација за Лигу конференције (стаза првака). До овога је дошло услед упражњених места у групној фази Лиге шампиона како због браниоца титуле Лиге шампиона из претходне сезоне који се квалификовао у то такмичење преко своје лигашке позиције тако због суспензије руских клубова у сезони 2023/24.